# Torgeir Augundsson

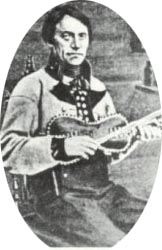
Torgeir Augundsson genannt Myllarguten

Torgeir Augundsson, auch Augundson, bekannt unter dem Namen Myllarguten (deutsch: der Müllerjunge) (* 1801 in Sauherad; † 21. November 1872 in Rauland), war ein norwegischer Komponist und Virtuose auf der Hardangerfiedel (Hardingfele).
Bei diesem Instrument handelt es sich um ein norwegisches volkstümliches Streichinstrument mit vier Spiel- und vier Resonanzsaiten, das einer Bratsche ähnelt. Augundsson verbrachte sein Leben auf Konzertreisen mit diesem Instrument durch Norwegen, Schweden und Dänemark. Die Stücke, die er für seine Fidel komponierte, basieren auf norwegischen Tanzweisen und sind teilweise bis in die Gegenwart lebendig geblieben.
Augundssons Rolle in der norwegischen Musikgeschichte exemplifiziert eine Schnittstelle, an der lebendige Spielmannstradition in schriftlich fixierte Musik übergeht und mit der Vorstellung vom professionellen Virtuosentum eine Zeit lang koexisierte. Neben seiner Tätigkeit als Spielmann trat Augundsson auch im Rahmen des bürgerlichen Konzertwesens auf. Er war mit dem Violinvirtuosen Ole Bull befreundet, der ihn auf seinen Tourneen als gleichrangigen Künstler vorstellte. 
Edvard Grieg greift in seinen späten Klavierbearbeitungen norwegischer Bauerntänze Slåtter op. 72 auch Weisen von Augundsson auf, die er jedoch als Überlieferung, nämlich durch den Spielmann Knud Dahle kennengelernt hatte.
| Personendaten    | Personendaten                       |
| ---------------- | ----------------------------------- |
| NAME             | Augundsson, Torgeir                 |
| ALTERNATIVNAMEN  | Myllarguten; Augundson, Torgeir     |
| KURZBESCHREIBUNG | norwegischer Komponist und Virtuose |
| GEBURTSDATUM     | 1801                                |
| GEBURTSORT       | Sauherad                            |
| STERBEDATUM      | 21. November 1872                   |
| STERBEORT        | Rauland                             |